# تالنتانت
تالنتانت (انگلیسی: Talnetant) یک آنتاگونیست گیرنده نوروکینین ۳ است که برای چندین عملکرد (عمدتاً درمان سندرم روده تحریک‌پذیر) مورد پژوهش قرار گرفته است. استفاده از آن به عنوان یک داروی ضد جنون بالقوه برای درمان اسکیزوفرنی نیز متوقف شده است.